# Daniel Freitas
Daniel Freitas (ur. 20 listopada 1965 w Montevideo) – urugwajski bokser.
Uczestniczył w Letnich Igrzyskach Olimpijskich, w 1988 roku, przegrał w pierwszej rundzie w wadze lekkiej z Giorgio Campanellą.